# 紅安県
紅安県（こうあん-けん）は中華人民共和国湖北省黄岡市に位置する県。200人を超す人民解放軍の将軍を輩出していることから「将軍県」の別称を有す。

## 歴史
1563年（嘉靖42年）、明朝により麻城県・黄岡県・黄陂県の一部に設置した黄安県を前身とする。1927年（民国16年）、中国共産党が指揮する黄麻起義の舞台となり、1931年（民国20年）12月には紅四方面軍が県城を占拠、紅安県と改称された。1947年（民国36年）に再び黄安県とされたが、1952年、鄂豫皖革命根拠地及び中国工農紅軍第四方面軍がこの地で設立されたことを記念し紅安県と改称された。

## 行政区画
- 鎮：城関鎮、七里坪鎮、華家河鎮、二程鎮、上新集鎮、高橋鎮、覓児寺鎮、八里湾鎮、太平橋鎮、永佳河鎮
- 郷：杏花郷